# Salt (Jordanie)
Salt (En arabe : al-salṭ, السلط, prononcé as-salṭ ou as-sulṭ, grec ancien : Σάλτος) est la capitale de la province de Balqa en Jordanie. Elle est construite sur les flancs de trois collines dont l'une est couronnée par une forteresse du XIIIe siècle. Elle est proche de la vallée du Jourdain.

## La forteresse
Construite au début du XIIIe siècle peut-être sur les ruines d'une citadelle romaine ou byzantine, elle est détruite en 1260 par les Mongols pendant les conquêtes d'Hülegü. Elle est immédiatement restaurée par les Mamelouks pendant le règne de Baybars. Elle est définitivement rasée par Ibrahim Pacha pendant ses combats contre les ottomans en 1840.

## Protection
As-Salt – lieu de tolérance et d’hospitalité urbaine est inscrite sur la liste du patrimoine mondial par l'UNESCO le 27 juillet 2021.